# 알레이나 틸키
알레이나 틸키(Aleyna Tilki, 2000년 3월 28일 ~ )는 튀르키예의 가수이다. 튀르키예판 《갓 탤런트》 방송인 《Yetenek Sizsiniz Türkiye》 시즌6에 참가해 준결승까지 진출했다. 곡 "Cevapsız Çınlama"가 큰 성공을 하면서 이름을 알렸고, 뮤직비디오 역시 유튜브 3억 조회수(2018년 1분기 기준)를 기록했다. 2017년 11월, 영어 연수를 위해 미국 로스앤젤레스 로 이주했다.